# James Gang
James Gang byla americká rocková hudební skupina, založená v Clevelandu v roce 1966. Její původní sestavu tvořili kytaristé Greg Grandillo a Ronnie Silverman, baskytarista Tom Kriss, klávesista Phil Giallombardo a bubeník Jim Fox. Později došlo k řadě personálních proměn, například v roce 1968 se frontmanem kapely stal Joe Walsh, pozdější člen Eagles. Toho roku 1973 nahradil Tommy Bolin, pozdější člen Deep Purple. Své první album s názvem Yer' Album kapela vydala roku 1969. Následovalo osm dalších alb a počátkem roku 1977 soubor ukončil svou činnost. Později byl několikrát obnoven, ale k nahrávní nové desky již nedošlo.